# Sixt-sur-Aff
Sixt-sur-Aff (bretonisch: Seizh; Gallo: Sitz) ist eine französische Gemeinde mit 2.222 Einwohnern (Stand: 1. Januar 2022) im Département Ille-et-Vilaine in der Region Bretagne; sie gehört zum Arrondissement Redon und zum Kanton Redon. Die Einwohner werden Sixtins genannt.

## Geographie
Die Gemeinde Sixt-sur-Aff liegt 13 Kilometer nördlich von Redon am Fluss Aff, der hier die Grenze zum Département Morbihan bildet. Umgeben wird Sixt-sur-Aff von den Nachbargemeinden Carentoir und Quelneuc im Norden, Bruc-sur-Aff im Nordosten, Saint-Just im Osten, Renac im Südosten, Bains-sur-Oust im Süden, Cournon im Süden und Südwesten sowie La Gacilly im Westen.

## Bevölkerungsentwicklung
| Jahr                       | 1962 | 1968 | 1975 | 1982 | 1990 | 1999 | 2006 | 2013 | 2020 |
| Einwohner                  | 1838 | 1722 | 1713 | 1848 | 1885 | 1915 | 2050 | 2105 | 2144 |
| Quellen: Cassini und INSEE |      |      |      |      |      |      |      |      |      |

## Sehenswürdigkeiten

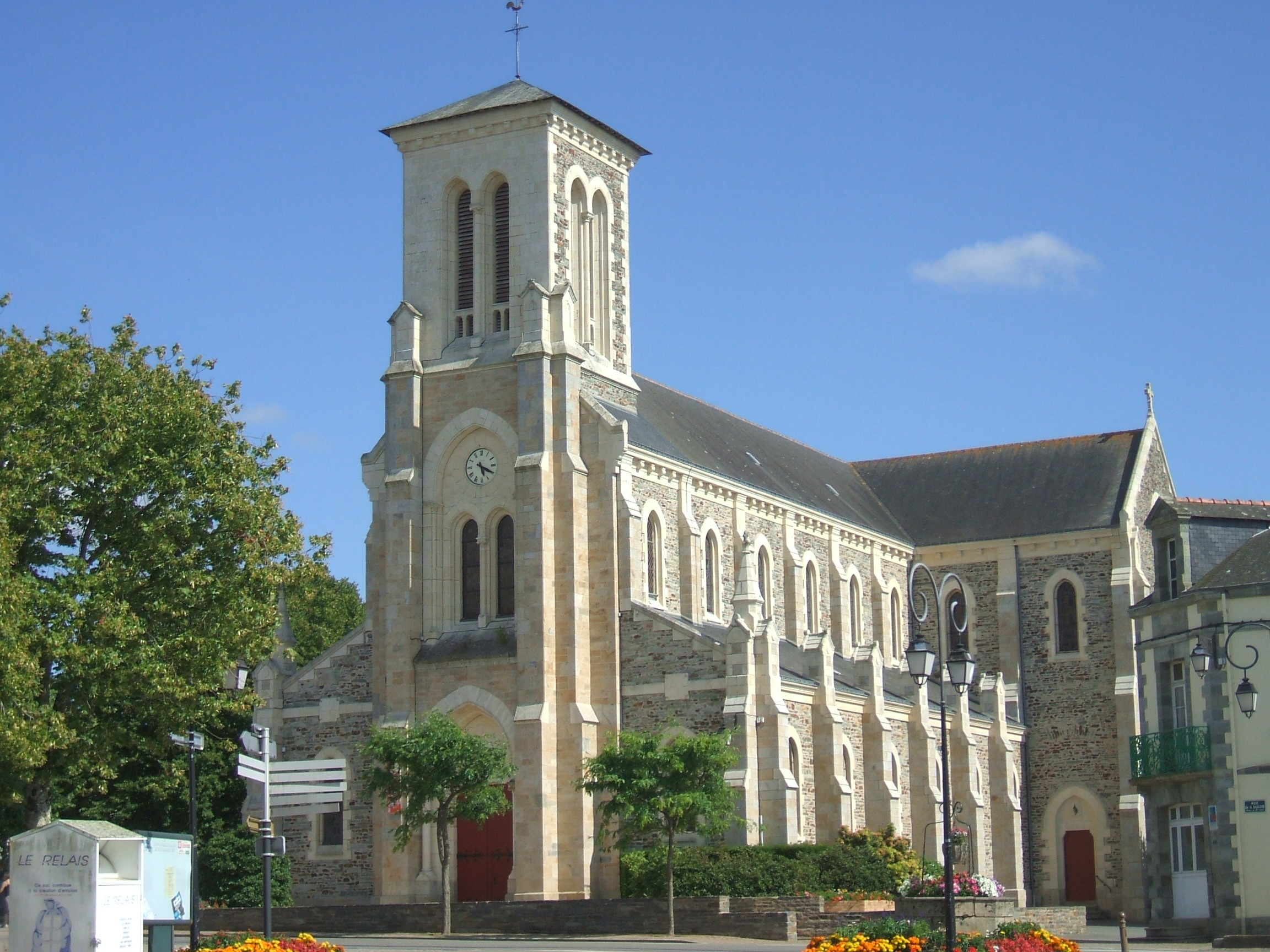
Kirche Saint-Sixte
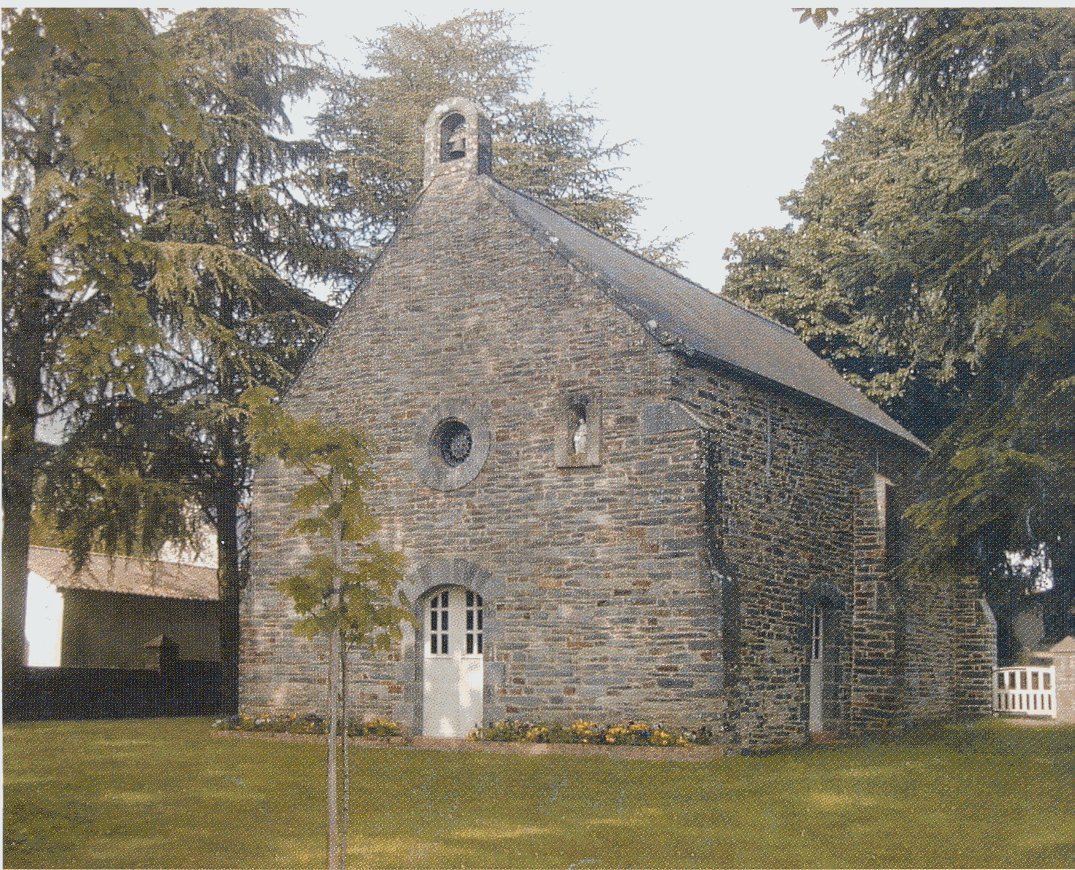
Kapelle Sainte-Anne-de-Noyal

- Kirche Saint-Sixte
- Kapelle Sainte-Anne-de-Noyal